# Conflicte del sud del Líban (1985-2000)
El Conflicte del Sud del Líban (1985-2000), va tenir lloc durant 15 anys d'enfrontaments entre les Forces de Defensa d'Israel i els seus aliats, contra la guerrilla xiita libanesa que estava liderada pel moviment Hesbol·là, aquest grup comptava amb el suport de països com l'Iran o Síria, aquests enfrontaments van tenir lloc en una zona del sud del Líban que estava ocupada per Israel, i que era anomenada pels israelians com "la zona de seguretat".
Aquest conflicte també es refereix a les operacions de l'Organització per a l'Alliberament de Palestina (OAP) (en anglès: Palestine Liberation Organization) (PLO) en la zona Sud del Líban, després del esdeveniments coneguts amb el nom de Setembre Negre, que van tenir lloc en el Regne de Jordània. La tensió històrica entre els refugiats palestins i les diferents faccions libaneses, van fomentar les violentes lluites polítiques internes que van tenir lloc entre les diferents faccions. El conflicte del Sud del Líban pot ser vist com a part de la Guerra civil libanesa. En els conflictes anteriors a la invasió israeliana del Líban de 1982, entre ells l'Operació Litani, Israel va intentar erradicar les bases de la OAP del Sud del Líban i va donar suport a les milícies cristianes maronites. La invasió israeliana de 1982 va donar lloc a la sortida de l'OAP del Líban. La creació de la "zona de seguretat" en el Sud del Líban va beneficiar als civils israelians, malgrat que va tenir un gran cost humà per part dels civils palestins i libanesos. Malgrat el èxit israelià en erradicar les bases de l'OAP, i la seva retirada parcial en l'any 1985, la invasió va augmentar la severitat del conflicte amb les milícies locals libaneses, i va resultar en la consolidació de diversos moviments xiïtes locals en el Líban, entre ells Hesbol·là i Amal. Amb els anys les baixes militars de tots dos bàndols van augmentar, mentre les dues parts feien servir més armament modern, i Hezbollah millorava les seves tàctiques.
A començaments de la dècada dels anys noranta del segle xx, Hezbollah, que aleshores comptava amb el suport de l'Iran i de Síria, va emergir com el grup més poderós militarment, i va monopolitzar l'activitat guerrillera en la zona Sud del Líban.
En l'any 2000, després de la campanya electoral per les eleccions legislatives d'Israel de 1999, el Primer ministre israelià Ehud Barak, va retirar a les FDI del sud del Líban, d'acord amb la Resolució 426 del Consell de Seguretat de les Nacions Unides (ONU), aprovada l'any 1978, la retirada va donar lloc al col·lapse total de l'exèrcit del sud del Líban. El govern libanès de Rafik Hariri i Hezbollah van considerar que la retirada havia estat incompleta, ja que Israel no es va retirar de les granges de Xeeba. Després de la retirada israeliana, Hezbollah va monopolitzar el seu control civil i militar sobre les poblacions del sud del Líban.